# 伴京次朗
伴 京次朗（ばん けいじろう、1984年11月24日- ）は、東京都出身のフットサル選手、元サッカー選手。ポジションはピヴォ。

## 経歴
「フットサルは日本サッカーを変える！」というスローガンを掲げ、フットサルの普及活動も行っている。

## 所属クラブ
サッカー
- 若葉SC
- 1997-1999　横河電機ジュニアユース(調布市立第四中学校)
- 2000-2002　東京都立駒場高校
- 2003-2006　日本大学文理学部サッカー部

フットサル
- 2006-2007  FC.PLEDGE
- 2007-2008  FIREFOX FUCHU
- 2008-2009  府中アスレティックFC
- 2009-2010  カルチェット・ポッジボンシ（イタリア語版）
- 2010-2011  Isolotto calcio a5（セリエB）
- FC.PLEDGE